# Sun Jian
Dans ce nom chinois, le nom de famille, Sun, précède le nom personnel.
Pour les articles homonymes, voir Sun.
Sun Jian (155/156 - 191/janvier 192), Wentai de son nom de courtoisie, était un officier et général sous la dynastie Han. Descendant du légendaire Sun Tzu, Sun Jian était un guerrier dont la réputation était d'avoir des nerfs d'acier. Originaire du Jiangdong, il fut surnommé le Tigre enragé du Chaos ou le Tigre du Jiang Dong après avoir tué un de ces animaux à l'âge de 10 ans.

## Origine et Jeunesse
Sun Jian naquit vers 155/156 de notre ère dans le comté de Fuchun (actuel Fuyang) dans la commanderie de Wu, dans la province de Yang. Il y a très peu d'informations concernant sa jeunesse. Selon le Wu Shu, son ascendance vieille de six cents ans remonterait à Sun Tzu ou Sun Wu, le légendaire général de l'État du Wu, concepteur de l'Art de la Guerre, durant la période des Printemps et Automnes. Toujours selon lui, les descendants de Sun Tzu auraient vécu dans la région et ce même après la destruction de l'État en 473 av. J.-C. Rafe De Crespigny statuant que cela est possible, mais que le statut du Clan Sun n'est guère élevé et que n'apparait pas dans les documents de trace d'élévation sociale. Pei Songzhi dans ses annotations du Sanguo zhi, échoue à donner une ascendance claire de Sun Jian. Il y a juste une anecdote citée dans le Yi yuan au Ve siècle sur son père prénommé Sun Zhong, marchand de melons, qui eut servi une enfant, de façon aimable et courtoise, devant des hommes impressionnés par sa bonne conduite et bonté. Ces derniers se révélèrent être des envoyés divins et lui offrirent un choix : Ses descendants pouvaient être marquis pour plusieurs générations ou empereurs mais durant très peu de temps. Sun Zhong choisit la deuxième. Concernant sa mère une autre anecdote, dit que lorsque celle-ci, alors enceinte, fit un rêve où ses intestins étaient expulsés de son corps et « s'enrouler autour de la porte Chang, de la ville de Wu ». Dans sa quinzième ou seizième année, il fut nommé officier civil junior. En voyage avec son père à l'âge de 17 ans en 171, il découvrit une bande de pirates menés par Hu Yu en train de charger leur butin dans leur navire, tranquillement, sans honte ni inquiétude des forces de l'ordre. Sun Jian marcha vers le navire, sans que les pirates ne fassent attention à lui, puisqu'il était seul et n'était qu'un adolescent. Arrivé près du capitaine, Sun Jian dégaina un sabre et fondit sur lui, le décapitant d'un seul coup. Il tua ensuite méthodiquement chacun des pirates, et en vint à bout indemne. Certaines versions de l'histoire disent qu'il les effraya en faisant semblant d'avoir appelé des troupes pour les attaquer. Couplé à son exploit de chasseur, ce fait d'armes fit de Sun Jian un Wentai, un commandant célèbre dans tout le comté de Wu.

## Reconnaissance et avènement dans la révolte des Turbans Jaunes

### Un Jeune Talent, marié à 19 ans
Il devint par la suite commandant des forces du comté de Fuchun tout en conservant un poste de civil. Instaurant l'ordre et faisant régner la sécurité dans ce petit comté, il fut remarqué par Zang Min, l’inspecteur impérial de la province de Yang qui le recommanda à la cour. Cette dernière le recommanda au poste d’assistant magistrat au comté de Yandu, dans la province de Guangling, ainsi que le titre de « Piété filiale et incorruptible » et « Talent plein d'avenir ». Ce titre lui offrait des possibilités d'élévation sociale. Mais Sun Jian était connu de l'administration locale, et commanda des troupes pour celle-ci.
À 19 ans, il épousa Madame Wu, dont le nom est inconnu. Cette union fut difficile, car Madame Wu est issue d'une prestigieuse famille du Sud, venant de la ville de Wu, capitale de la commanderie du même nom. Orpheline, elle vécut avec son frère Wu Jing et d'autres relatifs de son clan. La demande de mariage de Sun Jian ne fut pas acceptée par le clan du Wu, ce dernier prétextant un statut social trop peu élevé pour une telle considération. Entêté, Sun Jian revint à la charge et eut finalement gain de cause, le clan Wu, impressionné par le charisme du jeune homme et également par le fait que ce dernier avait acquis entretemps une certaine renommée. Madame Wu plaidait également en sa faveur. De cette union naquit une progéniture nombreuse, dont Sun Ce en 175 et Sun Quan en 182. Grâce à son poste, il fut itinérant, se déplaçant dans trois comtés. Il se fixa à Xia Pi, où il n’acquit pas de promotion mais se fit reconnaitre de la population. C'est seulement en 184 qu'il obtint cette promotion en devenant officier mineur du bureau impérial.

### Avènement militaire durant la révolte des Turbans Jaunes
Durant la révolte des Turbans jaunes, il acquit un prestige et une reconnaissance de la part du pouvoir impérial. Commencée en 184, cette révolte populaire aux considérations religieuses de très grande ampleur mobilisa les ressources militaires de l'Empire. En effet des rébellions éclatèrent dans toutes les plaines centrales, mais échoua à Luoyang, la capitale impériale. Trois armées furent envoyées pour écraser cette révolte commandée par les généraux Huangfu Song et Zhu Jun. Ce dernier originaire de Kuaiji, « anxieux de ne recevoir aucun renfort » demanda l'aide de Sun Jian, et le recommanda au titre temporaire de « Commandant des Forces détachées ». Les batailles furent dures, notamment dans la région de Runan. Mais vers mai 184, Huangfu Song et Zhu Jun combinèrent leurs forces, Sun Jian suivant ce dernier pour vaincre Bo Cai, un des chefs de la révolte et reprirent Runan, en juin 184. Sun Jian participa à ces batailles et selon Pei Songzhi, fut blessé dans une embuscade. Il mena l’attaque contre Wan, l'un des principaux sièges de la révolte, en étant selon sa biographie, le premier sur les remparts. La capture de cette ville fut un coup dur pour la révolte qui commença à s’essouffler, bien qu'elle continua. En effet une nouvelle révolte éclata dans la province de Liang en 185. Sun Jian fit partie de l'armée impériale menée par le vainqueur des Turbans Jaunes, Huangfu Song. Il servit sous le commandement de Zhang Wen et incita ce dernier à punir Dong Zhuo pour insubordination, ce dernier peu enclin à exécuter les ordres de son supérieur hiérarchique, mais d’un rang supérieur, et meilleur général de Zhang Wen. Pour ces services, il obtint la gouvernance de Changsha en devenant grand administrateur de cette commanderie en 187.

### Gouvernance de Changsha et alliance contre Dong Zhuo
Affecté au plus haut poste hors de la capitale impériale et à un territoire clef de l'Empire, il mena à bien sa nouvelle assignation. La commanderie de Changsha, avec sa capitale Linxiang contrôle le bassin moyen du fleuve Xiang, à proximité des commanderies de LingLing et de Guiyang, ainsi que les principales voies de communication vers le centre et le nord de la Chine. Peuplée d'un million d'habitants, sa population et sa situation géographique en font une des commanderies les plus importantes de l'Empire Han. C'est également l'une des plus troublées. Un bandit, Ou Xing, s'est proclamé général et attaque les villes de la commanderie. En 187, Sun Jian régla le problème rapidement et intervient hors de sa juridiction, dans les commanderies voisines de Lingling et Guiyang à l'appel des administrateurs, incapables de régler les problèmes de banditisme dans leur région. De facto, il administre bientôt tout le sud de la province de Jing. Pour ses accomplissements, il reçut le titre de Marquis de Wucheng. En 189, l’Empereur Ling mourut, et son très jeune fils lui succéda avec une régence exercée par sa mère, l'Impératrice Douairière He et son frère He Jin. He Jin voulut s'attaquer aux Eunuques, et fut assassiné. Dong Zhuo, arriva à Luoyang avec son armée sous prétexte de restaurer l'ordre et dès lors contrôla l'Empereur. Mais rapidement il fit face à une opposition de seigneurs qui avaient fui la capitale et s'étaient installés localement dans les provinces comme Yuan Shao ou Yuan Shu, du clan Yuan ou encore Cao Cao. Une coalition sous l'égide de Yuan Shao fut mise en place et Sun Jian y répondit.

## Dernières années

### Dans la coalition contre Dong Zhuo
À partir de 189, Sun Jian se mobilisa contre Dong Zhuo et rallia la coalition menée par Yuan Shao. Fort de son prestige, il rallia des hommes du Jiangdong ainsi que ses fidèles Hang Dang, Huang Gai, Cheng Pu qui le suivent depuis la révolte des Turbans Jaunes. Il fut également rejoint par son neveu Sun Ben, fils de Sun Qiang, son frère jumeau ainé. Il convergea vers Luyang où il rencontra Yuan Shu, au service duquel il se mit. Ce dernier lui conféra le titre de « Général qui écrase les lâches » ainsi que le titre d'Inspecteur de la province de Yu. Il se mit dès lors en branle et avança vers le nord en direction de Luoyang. Défait en 190 par Xu Rong, il se remit rapidement et battit Hu Zhen. Sa pugnacité et son action commencèrent à inquiéter Yuan Shao et Yuan Shu de la possible victoire de Sun Jian sur Dong Zhuo, et s'il parvenait à prendre Luoyang et l'empereur, il pourrait être plus difficile à « abattre ». Ce dernier lui coupa même son approvisionnement en ravitaillement mais la rétablit. Sun Jian fut le plus actif et le plus loyaliste de tous les coalisés, n'ayant plus de domaine. Yuan Shao et les autres profitèrent de cette situation de déliquescence du pouvoir impérial pour se tailler des domaines en annexant purement et simplement des provinces. Son avance fit peur à Dong Zhuo qui fit évacuer la capitale pour Chang An. Arrivé en premier dans les ruines de Luoyang, en 190, il y découvrit le sceau impérial des Han, que, selon le Zhengyi, il transféra à Yuan Shu. Il regagna le Sud, peu après.

### Dernières batailles
Début 191, la coalition contre Dong Zhuo commençait à se fracturer. Yuan Shao et Yuan Shu entrèrent en conflit indirectement, puis directement. Très vite en danger, Yuan Shao s'allia avec Liu Biao, Administrateur de la province de Jing. Devant cette menace, d’être pris en tenaille Yuan Shu, contrôlant Nanyang et voulant s'étendre dans cette province, envoya Sun Jian combattre Liu Biao à Xiang Yang. Liu Biao envoya son armée commandée par Huang Zu combattre Sun Jian. Ce dernier l'écrasa mais ne put le capturer. Alors que ses troupes assiégeaient Xiangyang, Huang Zu le piégea dans une embuscade, dans laquelle il fut gravement blessé. Sun Jian mourut de ses blessures dans les jours suivants.

## Représentations
Sun Jian, de condition modeste, a su s'élever. Il est vu comme extrêmement humble, tout en ayant prouvé être un excellent combattant et général. Sa nature, son prestige et la discipline qu'il instaura dans ses rangs lui valurent la confiance de ses hommes et lui rallièrent de nombreux atouts, comme ses fidèles lieutenants dont Hang Dang, Huang Gai, Cheng Pu, Zhu Zhi et d'autres qui l’accompagnèrent et qui allaient accompagner son fils Sun Ce dans sa conquête du Jiangdong. Cette conquête fut facilitée par le prestige et les réseaux que Sun Jian développa en tant que natif, et par les actions entreprises dans la région. Sun Jian fut également honoré du titre d'Empereur Wulie à titre posthume, quand son fils Sun Quan devint Empereur du Wu en 229.
Des représentations modernes de Sun Jian sont visibles dans des jeux vidéo comme Romance of the Three Kingdoms : il apparaît dans chaque opus.

## Descendance
Sun Jian eut une nombreuse descendance dont :
- Sun Ce, né en 175, assassiné en 200, son fils ainé, surnommé le « petit conquérant » qui conquit le Jiangdong, Seigneur qui fonda l'embryon du Royaume de Wu
  - Sun Shao, fils de Sun Ce né en 200, mort inconnue
    - Sun Feng

- Sun Quan, né en 182, mort en 252, son deuxième fils, successeur de son frère et premier Empereur du Wu
  - Sun Deng, fils ainé de Sun Quan, mort en 239
  - Sun He, second fils de Sun Quan
    - Sun Hao, Quatrième et dernier Empereur du Wu

  - Sun Ba
  - Sun Xiu, Troisième Empereur du Wu
  - Sun Liang, Deuxième Empereur du Wu

- Sun Yi, son troisième fils, général du Jiangdong, assassiné en 203.

- Sun Shangxiang, (nom donné par le roman) une de ses filles qui fut l'une des épouses de Liu Bei.